# جام خیریه انگلستان ۲۰۲۰
جام خیریه انگلستان ۲۰۲۰ ۹۸امین سوپر جام فوتبال انگلستان است که بین دو تیم لیورپول و آرسنال برگزار شد. این بازی در ورزشگاه ومبلی لندن برگزار شد. تیم آرسنال در ضربات پنالتی لیورپول را شکست داده قهرمان جام شد. 